# Merila Zarei
Merilā Zāre'í (en persan: مریلا زارعی), née le 14 avril 1974à Téhéran, est une actrice iranienne. 

## Biographie
Diplômée de l’université Azad de Téhéran, elle s’intéresse au cinéma en suivant des cours donnés par Ezzatollah Entezami.
Son premier film était Patak d’Ali Asghar Shadravan en 1994. Elle a remporté le Simorgh de cristal de la meilleure actrice de second rôle pour  Les soldats de vendredi  (2005, Massoud Kimiaei), du 22e Festival du Film Fajr.

## Filmographie

### Cinéma
- 1994: Patak d’Ali Ashghar Shadravan
- 1995: Ruy-e Khat-e Marg de Shafi Aghamohammadian
- 1996: Zan-e Sharghi de Rambod Lotfi
- 1996: Khalabān de Jamal Shurjeh
- 1999: Do Zan (Deux femmes) de Tahmineh Milani
- 1999: Tekyeh bar bād de Dariush Farhang
- 2001: Vākonesh-e Panjom (La cinquième réaction) de Tahmineh Milani
- 2001: Eshgh-e Film d’Ebrahim Vahidzadeh
- 2002: Ham Nafas de Mehdi Fakhimzadeh
- 2002: Mo'ādeleh d’Ebrahim Vahidzadeh
- 2002: Treize chats sur le toit de pignon (Sizdah Gorbeh ruy-e Shirvāni) d’Ali Abdolalizadeh
- 2002: Sarbāzhā-ye Jom'eh (Les soldats de vendredi) de Massoud Kimiaei
- 2003: Mojarad'hā  d’Asghar Hashemi
- 2004: Zāgros de Mohammad Ali Najafi
- 2005: Zan-e Ziyādi de 'Tahmineh Milani
- 2004: Hokm (Verdict) de Massoud Kimiaei
- 2005: Pāpital d’Ardeshir Shelileh
- 2006:  Dasthaye khali
- 2007: Davat d’Ebrahim Hatamikia
- 2009: À propos d'Elly  d’Asghar Farhadi
- 2011: Une séparation d’Asghar Farhadi
- 2012: Je me sens endormi de Reza Attaran
- 2016: Bodyguard d’Ebrahim Hatamikia
- 2024 : Musa Kalimullah : Au lever du soleil (Musa Kalimullah: Be Vaght-e Tolue) d’Ebrahim Hatamikia

### Séries Télévisées
- Les gens de la mer de Cyrous Moghadam

## La vie privée
Elle a une sœur cadette, Melika Zarei, qui est aussi une actrice du cinéma.[réf. nécessaire]